# Legion Freies Indien

Fahne der Indischen Legion (Azad Hind = „Freies Indien“)

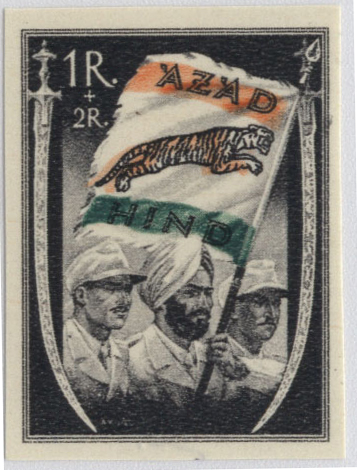
Vorbereitete, aber nicht mehr ausgegebene Briefmarke des „Nationalen Indien“ mit der Flagge der Indischen Legion

Die Legion Freies Indien (synonym Indische Legion, Infanterie-Regiment 950 oder Azad-Hind-Legion) war im Zweiten Weltkrieg eine militärische Truppeneinheit der Wehrmacht, die aus indischen Studenten in Deutschland und ehemaligen indischen Kriegsgefangenen aufgestellt wurde. Ihre Truppenstärke betrug bis zu 2600 Mann. Sie legte ihren Eid auf den bekannten indischen Nationalistenführer Subhash Chandra Bose und auf Adolf Hitler ab. Im August 1944 wurde sie der Waffen-SS unterstellt.

## Geschichte

Uniformabzeichen der Indischen Legion

Als Bose im Jahr 1941 nach Berlin kam, war er gerade einem britischen Hausarrest in Indien entflohen. Mit Unterstützung der deutschen Militärführung begann er rasch mit zumeist in Nordafrika gefangengenommenen indischen Soldaten, die für die britische Armee gekämpft hatten, eine militärische Einheit aufzubauen. Bose beabsichtigte, seine Truppen zusammen mit deutschen Kräften im Kaukasus einzusetzen. Von dort sollten sie durch Persien in vorderster Reihe bis nach Indien marschieren und dort die britische Kolonialherrschaft beenden.
Im Lager Annaburg, in dem sich etwa zehntausend indische Kriegsgefangene befanden, gelang es Bose bald, einen Truppenverband zusammenzustellen, so dass das deutsche Heer in der Lage war, das aus indischen Soldaten bestehende Infanterieregiment 950, umgangssprachlich auch als „Indische Legion“ oder „Azad Hind Legion“ bezeichnet, aufzustellen.
Das erste Freiwilligenkontingent bestand aus kriegsgefangenen Indern und aus einigen indischen Zivilisten, die in Deutschland lebten. Es verließ Berlin am Weihnachtstag 1941 mit dem Ziel Frankenberg bei Chemnitz. Die Hauptaufgabe dieses Kontingents bestand zunächst darin, weitere entlassene Kriegsgefangene zu übernehmen und diese von der „gerechten“ Sache ihres Vorgehens zu überzeugen. Im Lager Frankenberg sollten deutsche Offiziere die Ausbildung der Legion übernehmen. Das Lager erwies sich bald als ungeeignet und die Legion wurde zum Truppenübungsplatz Königsbrück bei Dresden verlegt.
Im Dezember 1942 wurde die Legion schließlich in vier Bataillone aufgeteilt. Die Verteilung der religiösen Bekenntnisse innerhalb der Legion wird von Historikern unterschiedlich eingeschätzt. Ab 1944 wurden sie der Waffen-SS unterstellt.
Angesichts des sowjetischen Vormarsches an der Ostfront ab Ende 1942 wurde die Legion zunächst in die Niederlande geschickt, wo sie fünf Monate lang ihren Dienst verrichtete. Danach stationierte man sie in Lacanau nahe Bordeaux, wo sie mit verschiedenen Aufgaben zum Schutz des „Atlantikwalls“ beauftragt wurde. Dort wurde sie auch vom inzwischen für die dortige Verteidigung abkommandierten Generalfeldmarschall Rommel inspiziert.
Zwei Monate nach der alliierten Invasion in der Normandie schickte man die Indische Legion zurück nach Deutschland und am 15. August 1944 schließlich nach Poitiers in Frankreich, wo sie erste Verwundete durch französische Résistance-Verbände erlitt. Im September 1944 hatte die Legion ihren ersten Toten, Leutnant Ali Khan, zu beklagen, der bei einem Gefecht mit regulären französischen Truppen fiel. Der Offizier wurde mit militärischen Ehren in Sancoins beigesetzt.
Auf Rückzugsgefechten nach Osten erlitt die Indische Legion weitere Verluste, bis sie Ende des Jahres 1944 erst in Oberhofen nahe Hagenau und schließlich in einem leerstehenden Militärgelände auf der Schwäbischen Alb (Lager Heuberg) eintraf. Dort blieb sie bis zum März 1945, als die Truppenverbände versuchten, längs des Bodensees bis in die neutrale Schweiz zu gelangen. Truppenteile zogen dabei auch durch Scheidegg. Bei diesem Versuch wurden sie von amerikanischen und französischen Truppen gefangen genommen. Unter der Bewachung durch britische und britischtreue indische Einheiten wurden die Soldaten der Indischen Legion schließlich zurück nach Indien gebracht und dort im Gefängnis des Roten Forts in Delhi bis zu ihrer Verurteilung als Hochverräter gefangengehalten. Alle Angehörigen der Indischen Legion wurden im Jahre 1946 freigelassen, da wegen Protesten der indischen Bevölkerung eine Verurteilung durch britische Gerichte unmöglich schien.

## Erinnerungskultur
Institutionen und Privatpersonen in Indien und Deutschland kooperieren bei der Bewahrung und Aufarbeitung des gemeinsamen historischen Erbes.
Bis heute leben Nachkommen indischer Soldaten in Deutschland, darunter die Wirtschaftswissenschaftlerin Anita Bose-Pfaff, die einzige Tochter von Subhas Chandra Bose. Mitglieder der Indischen Legion kehrten im Laufe der Jahrzehnte nach Deutschland an den Ort zurück, an dem sie stationiert waren.
Im heutigen Bundesland Sachsen-Anhalt, wo sich der Hauptstützpunkt der Legion befand, wurde und wird die Geschichte der Legion in Museen aufgearbeitet.
Die Dauerausstellung im Amtshaus Annaburg in Annaburg widmet sich dem zentralen Lager für indische Kriegsgefangene in Annaburg während des Zweiten Weltkriegs und der Gründung der Freien Indischen Legion sowie weiteren stadtgeschichtlichen Themen. Dies geschah in Zusammenarbeit mit dem Netaji Research Centre in Kolkata, das dem Annaburger Museum wertvolle Objekte und Fotos zur Verfügung stellte.
Im Rahmen der Sonderausstellung „Else Hertzer. Kriegsmappe 1945“ im Museum der städtischen Sammlungen im Zeughaus in Lutherstadt Wittenberg im Jahr 2019 bildet eine Serie von Porträts indischer Männer, die Else Hertzer in ihrer Rolle als Stadtmalerin porträtiert hat, eine Besonderheit. Die Ethnologen Georg Pfeffer und Nils Seethaler konnten anhand der dargestellten Trachten und der Unterschriften (in verschiedenen Schriften und Sprachen) die religiöse und ethnische Herkunft der dargestellten Personen feststellen.

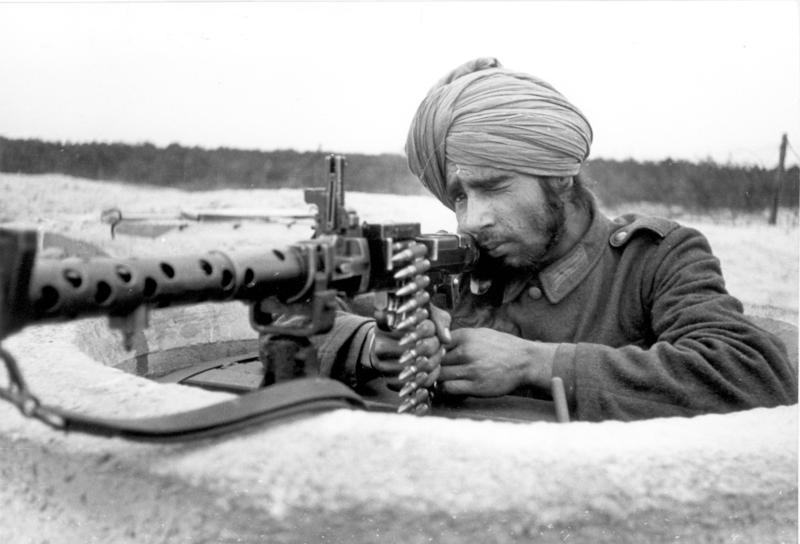
Soldat der Indischen Legion mit MG 34 am Atlantikwall bei Bordeaux (21. März 1944)
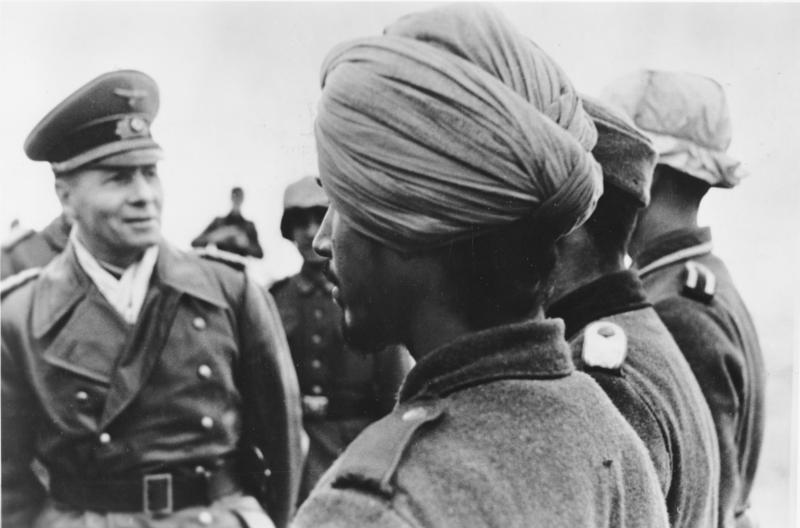
Rommel inspiziert die Indische Legion im besetzten Frankreich, Biskaya, Februar 1944
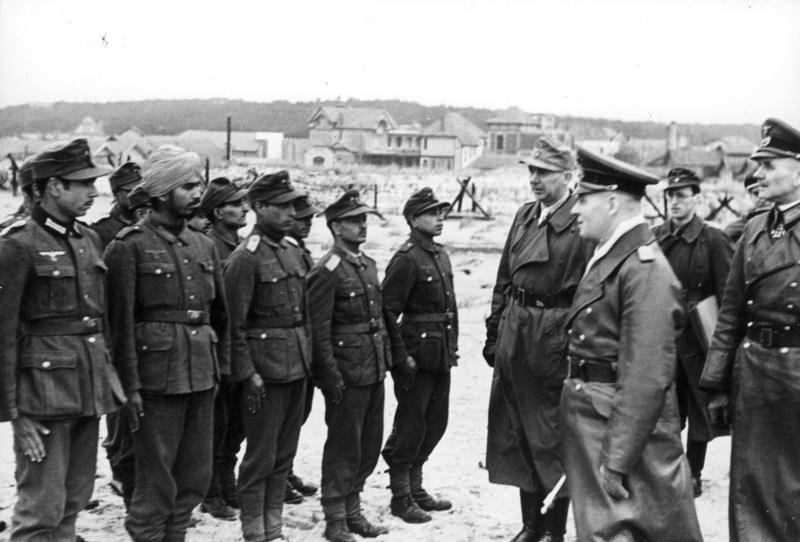
Rommel inspiziert eine Einheit der Indischen Legion, Lacanau Océan bei Bordeaux, Februar 1944
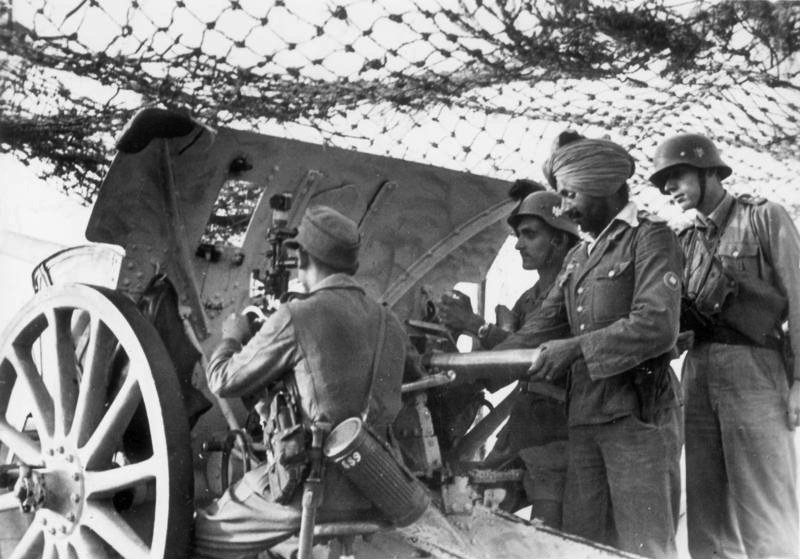
Indische Artilleristen beim Scharfschießen auf Seeziele, Februar 1944
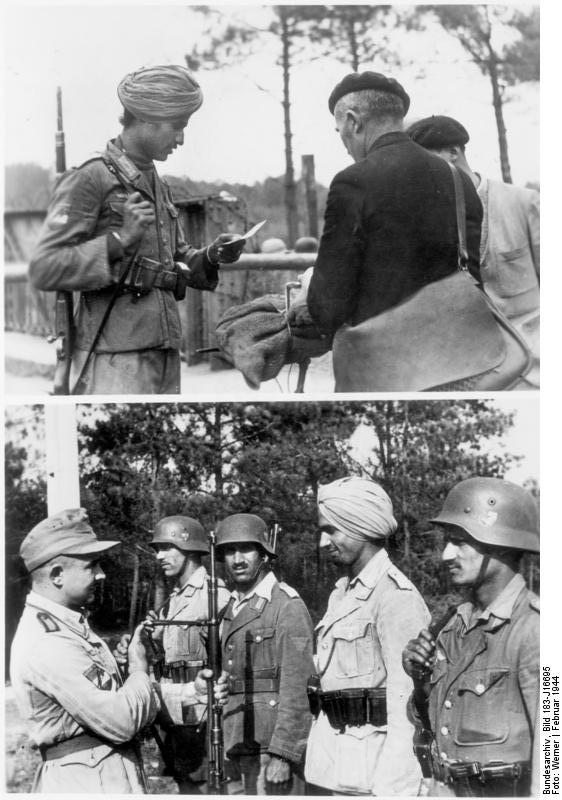
Oben: Sikh-Brückenwache; unten: deutscher Unteroffizier demonstriert indischen Freiwilligen Gewehrgriff